# 布井良助

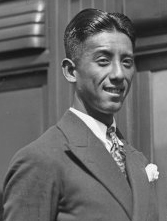
布井良助

布井良助（1909年1月18日—1945年7月21日），日本男子網球運動員。兵庫縣神戶市人，畢業於神戶商業大學（今神戶大學）。1933年布井良助與佐藤次郎獲得温布尔登网球锦标赛男子雙打亞軍。
布井在第二次世界大战中担任一名军需官。他参加了缅甸战役，并于1945年7月21日阵亡。

## 外部連結
- 布井良助（英文/西班牙文）的官方資料
- 布井良助的國際網球總會 職業／青少年 官方資料（英文）
- 布井良助的官方資料（英文）
- 引退選手:布井良助（故人） - 日本テニス協会公式サイト （日語）